# Medley (Floride)
Pour les articles homonymes, voir Medley.
Medley est une petite ville située dans l’État américain de la Floride, dans le comté de Miami-Dade, à l'ouest de la ville de Miami. Selon l'estimation officielle de 2006, sa population est de 1 098 habitants.

## Géographie
Medley est située dans l'agglomération de Miami. La superficie totale de la municipalité est estimée à 11,1 km².

## Démographie
| 1950 | 1960 | 1970 | 1980 | 1990 | 2000  |
| ---- | ---- | ---- | ---- | ---- | ----- |
| 106  | 112  | 351  | 537  | 663  | 1 098 |

| 2010 | - | - | - | - | - |
| ---- | - | - | - | - | - |
| 838  | - | - | - | - | - |